# Sieciech
Sieciech († 28. Juni vor 1113) war ein polnischer Magnat und Wojewode des polnischen Herzogs Władysław I. Herman.
Sieciech stammte wahrscheinlich aus der Starza-Sippe, er war Palatin (Wojewode) des Herzogs Władysław I. Herman, spätestens seit 1090. Faktisch regierte Sieciech im Namen Władysławs in Polen und entschied über die Ämterbesetzung im eroberten Pommern. 1092/1093 zog er mit Bolesław III. Schiefmund gegen Böhmen. 1093 unterdrückte er die gegen ihn gerichtete Opposition und kerkerte den Herzogssohn Zbigniew in seiner Burg (wohl Sieciechów an der Weichsel) ein. 1097 war Sieciech gezwungen, Zbigniew freizulassen, unterlag zwischen 1098 und 1100 der Opposition um Władysławs Söhne Zbigniew und Bolesław, verlor seine Ämter und wurde verbannt. Nach seiner Rückkehr spielte er offenbar keine politische Rolle mehr. Entgegen der früheren Meinung, Sieciech habe antipiastische, dezentralistische Positionen vertreten, überwiegt heute die Meinung, dass ihm an der Stärkung der herzöglichen Macht gelegen war. Bemerkenswert sind Sieciechs Münzprägungen auf seinen Namen. Er war vermutlich Stifter des Regularkanoniker-Klosters in Sieciechów und der St. Andreaskirche in Krakau. Sein Sohn oder Enkel, Sieciech der Jüngere, Mundschenk am Hofe Bolesławs, pilgerte 1122 nach Saint-Gilles.
| Personendaten    | Personendaten                   |
| ---------------- | ------------------------------- |
| NAME             | Sieciech                        |
| KURZBESCHREIBUNG | polnischer Magnat               |
| GEBURTSDATUM     | 11. Jahrhundert                 |
| STERBEDATUM      | 28. Juni zwischen 1101 und 1113 |